# Tom Fogerty (album)
Tom Fogerty è il primo album discografico solistico del chitarrista e cantante (ed ex membro dei Creedence Clearwater Revival) Tom Fogerty, pubblicato dall'etichetta discografica Fantasy Records nel maggio del 1972.

## Tracce

### LP
Lato A
Testi e musiche di Tom Fogerty.
1. The Legend of Alcatraz – 2:30
2. Lady of Fatima – 4:24
3. Beauty Is Under the Skin – 2:25
4. Wondering – 2:24
5. My Pretty Baby – 2:18

Lato B
Testi e musiche di Tom Fogerty.
1. Train to Nowhere – 3:28
2. Everyman – 2:08
3. The Me Song – 2:15
4. Cast the First Stone – 2:07
5. Here Stands the Clown – 2:49

## Musicisti
- Tom Fogerty - voce, chitarra, armonica
- Merl Saunders - tastiere
- Merl Saunders - accompagnamento vocale-cori (brano: Train to Nowhere)
- John Kahn - basso fender
- Bill Vitt - batteria, congas
- Russ Gary - chitarra acustica
- Billy Mundi - percussioni
- Rodger Collins - accompagnamento vocale-cori (brano: Train to Nowhere)

Note aggiuntive
- Tom Fogerty e Brian Gardner - produttori
- Tom Fogerty - arrangiamenti
- Registrazioni effettuate al Fantasy's Studio A
- Brian Gardner - ingegnere delle registrazioni
- Tony Lane - art direction, fotografia copertina album originale
- Ringraziamento speciale a Saul Zaentz
- Dedicato a Gail (The Beautiful Lady)[2]

## Classifica
Album
| Anno | Classifica    | Posizione raggiunta |
| ---- | ------------- | ------------------- |
| 1972 | Billboard 200 | 180                 |